# Ministrowie pracy, przedsiębiorczości i innowacji Irlandii
Minister przedsiębiorczości, handlu i zatrudnienia (irl. Aire Fiontar, Trádála agus Fostaíochta), minister w rządzie Republiki Irlandzkiej stojący na czele Departamentu przedsiębiorczości, handlu i zatrudnienia (ga. An Roinn Fiontar, Trádála agus Fostaíochta). Jego kompetencje obejmują sprawy przedsiębiorczości, zatrudnienia, nowych technologii, handlu wewnętrznego i zagranicznego. Departament ma również za zadanie dbać o gospodarcze interesy Irlandii na forum różnych organizacji międzynarodowych.

## Ministrowie handlu Wolnego Państwa Irlandzkiego
| Minister      | Czas urzędowania                   |
| ------------- | ---------------------------------- |
| Ernest Blythe | 17 czerwca 1919 - 30 sierpnia 1922 |

## Ministrowie przemysłu i handlu Irlandii
| Minister            | Czas urzędowania                    |
| ------------------- | ----------------------------------- |
| Ernest Blythe       | 30 sierpnia 1922 - 9 września 1922  |
| Joseph McGrath      | 30 sierpnia 1922 - 7 marca 1924     |
| Patrick McGilligan  | 4 kwietnia 1924 - 9 marca 1932      |
| Seán Lemass         | 9 marca 1932 - 16 września 1939     |
| Seán MacEntee       | 16 września 1939 - 18 sierpnia 1941 |
| Seán Lemass         | 18 sierpnia 1941 - 18 lutego 1948   |
| Daniel Morrissey    | 18 lutego 1948 - 7 marca 1951       |
| Thomas F. O’Higgins | 7 marca 1951 - 13 czerwca 1951      |
| Seán Lemass         | 13 czerwca 1951 - 2 czerwca 1954    |
| William Norton      | 2 czerwca 1954 - 20 marca 1957      |
| Seán Lemass         | 20 marca 1957 - 23 czerwca 1959     |
| Jack Lynch          | 23 czerwca 1959 - 21 kwietnia 1965  |
| Patrick Hillery     | 21 kwietnia 1965 - 13 lipca 1966    |
| George Colley       | 13 lipca 1966 - 9 maja 1970         |
| Patrick Lalor       | 9 maja 1970 - 14 marca 1973         |
| Justin Keating      | 14 marca 1973 - 5 lipca 1977        |
| Desmond O’Malley    | 5 lipca 1977 - 23 września 1977     |

## Ministrowie przemysłu, handlu i energii Irlandii
| Minister         | Czas urzędowania                    |
| ---------------- | ----------------------------------- |
| Desmond O’Malley | 23 września 1977 - 23 stycznia 1980 |

## Ministrowie przemysłu, handlu i turystyki Irlandii
| Minister         | Czas urzędowania                   |
| ---------------- | ---------------------------------- |
| Desmond O’Malley | 23 stycznia 1980 - 30 czerwca 1981 |
| John M. Kelly    | 30 czerwca 1981 - 21 sierpnia 1981 |

## Ministrowie handlu i turystyki Irlandii
| Minister                 | Czas urzędowania                           |
| ------------------------ | ------------------------------------------ |
| John M. Kelly            | 21 sierpnia 1981 - 9 marca 1982            |
| Desmond O’Malley         | 9 marca 1982 - 6 października 1982         |
| Paddy Power              | 7 października 1982 - 27 października 1982 |
| Padraig Flynn            | 27 października 1982 - 14 grudnia 1982     |
| Frank Cluskey            | 14 grudnia 1982 - 8 grudnia 1983           |
| Garret FitzGerald (p.o.) | 8 grudnia 1983 - 13 grudnia 1983           |
| John Bruton              | 13 grudnia 1983 - 17 grudnia 1983          |

## Ministrowie przemysłu, handlu i turystyki Irlandii
| Minister       | Czas urzędowania                 |
| -------------- | -------------------------------- |
| John Bruton    | 17 grudnia 1983 - 14 lutego 1986 |
| Michael Noonan | 14 lutego 1986 - 19 lutego 1986  |

## Ministrowie przemysłu i handlu Irlandii
| Minister         | Czas urzędowania                    |
| ---------------- | ----------------------------------- |
| Michael Noonan   | 19 lutego 1986 - 10 marca 1987      |
| Albert Reynolds  | 10 marca 1987 - 24 listopada 1988   |
| Ray Burke        | 24 listopada 1988 - 12 lipca 1989   |
| Desmond O’Malley | 12 lipca 1989 - 4 listopada 1992    |
| Padraig Flynn    | 5 listopada 1992 - 4 stycznia 1993  |
| Bertie Ahern     | 4 stycznia 1993 - 12 stycznia 1993  |
| Ruairi Quinn     | 12 stycznia 1993 - 21 stycznia 1993 |

## Ministrowie przedsiębiorczości i zatrudnienia Irlandii
| Minister         | Czas urzędowania                     |
| ---------------- | ------------------------------------ |
| Ruairi Quinn     | 23 stycznia 1993 - 17 listopada 1994 |
| Charlie McCreevy | 18 listopada 1994 - 15 grudnia 1994  |
| Richard Bruton   | 15 grudnia 1994 - 26 czerwca 1997    |
| Mary Harney      | 26 czerwca 1997 - 12 lipca 1997      |

## Ministrowie przedsiębiorczości, handlu i zatrudnienia Irlandii
| Minister       | Czas urzędowania                 |
| -------------- | -------------------------------- |
| Mary Harney    | 12 lipca 1997 - 29 września 2004 |
| Micheál Martin | 29 września 2004 - 7 maja 2008   |
| Mary Coughlan  | 7 maja 2008 - 23 marca 2010      |

## Ministrowie przedsiębiorczości, handlu i innowacji Irlandii
| Minister      | Czas urzędowania                 |
| ------------- | -------------------------------- |
| Batt O’Keeffe | 23 marca 2010 - 20 stycznia 2011 |
| Mary Hanafin  | 20 stycznia 2011 - 9 marca 2011  |

## Ministrowie pracy, przedsiębiorczości i innowacji Irlandii
| Minister       | Czas urzędowania |
| -------------- | ---------------- |
| Richard Bruton | 9 marca 2011 -   |